# Rio Itararé
Der Itararé ist ein etwa 237 km langer Fluss auf der Grenze zwischen den brasilianischen Bundesstaaten Paraná und São Paulo. Er entspringt in der Serra de Paranapiacaba wenige Kilometer westlich des Pico da Paranapiacaba auf etwa 900 m Meereshöhe. Er mündet 150 km nördlich zwischen Ribeirão Claro und Chavantes in den Paranapanema. Dabei ist er auf den letzten 50 km zum Chavantes-Stausee aufgestaut.

## Etymologie
Der Name Itararé kommt aus dem Tupi. Er bedeutet Hohler Stein: i´ta = Stein und ra´ré = ausgehöhlt. Denn der Itararé fließt in einem felsigen Bett, das von der Strömung erodiert wurde und hohe Wände, große Wasserfälle und tiefeingeschnittene Klammen bildet.

## Geschichte
Ursprünglich wurde das Itararé-Tal von Tupí-Indianern des Stammes der Guaianazes bewohnt. Mit der Kolonisierung wurde es zu einem wichtigen Ort für Bandeirantes, Entdecker, Jesuiten und Gelehrte. Es wurde von Tropeiros, die mit Vieh und anderen Handelswaren aus dem Süden über den Caminho das Tropas zur Messe in Sorocaba zogen, als  Rastplatz genutzt.
Die Barreira de Itararé (deutsch: Engstelle) zwischen den Orten Sengés und Itararé ist die Stelle, an der sich der Fluss verengt und seine Ufer nahe zusammenkommen. Dies ermöglichte den Reisenden eine natürliche Passage, ohne einen großen und gefährlichen Fluss überqueren zu müssen.
Der Fluss bildete die Grenze zwischen den Comarcas Sorocaba und Curitiba, der damaligen fünften Comarca der Provinz São Paulo. Mit der Abtrennung der Provinz Paraná 1853 wurde er zum Grenzfluss.

## Geografie

### Lage
Das Einzugsgebiet des Itararé befindet sich auf dem Segundo Planalto Paranaense (der Zweiten oder Ponta-Grossa-Hochebene von Paraná). Die Böden sind vorwiegend rot-gelbe Lehmböden.

### Wirtschaft
Die wichtigste wirtschaftliche Aktivität ist der Anbau und die Verarbeitung von Holz. Im Itararé-Becken gibt es größere Wiederaufforstungsflächen. Das Holz wird in mindestens fünf Papierfabriken verarbeitet. Eine davon befindet sich in der Gemeinde Arapoti am Ufer des Flusses Barra Mansa (einem Nebenfluss des Jaguariaiva) und eine weitere im Industriegebiet von Jaguariaiva. Molkereien und Kleinstbrennereien vervollständigen das industrielle Bild.
Landwirtschaftliche Mischnutzung erfolgt vor allem im nördlichen Bereich und in einem kleinen Gebiet im Süden des Beckens. Die zentrale Region des Beckens ist in intensive Landwirtschaft, Forstwirtschaft, Gebiete mit Weideland und natürliche Brachflächen unterteilt.

### Verlauf

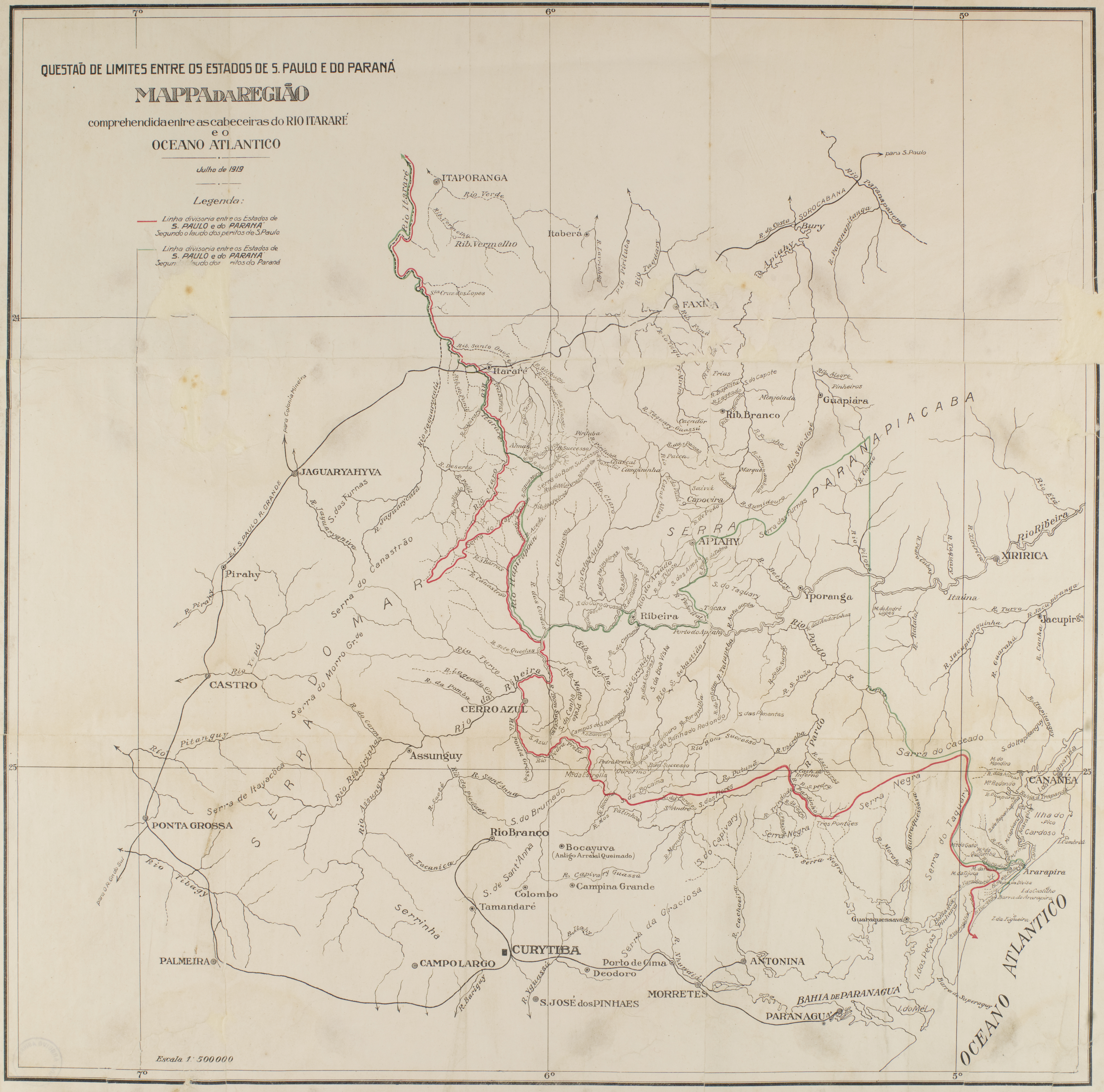
Quellgebiet des Itararé. Die Karte von 1919 zeigt den noch nicht geklärten Grenzverlauf, der davon abhängt, ob der Quellbach Rio Claro dem Itararé zuzurechnen ist

Die Quelle des Itararé liegt am Nordhang der Serra de Paranapiacaba wenige Kilometer unterhalb des Pico da Serra de Paranapiacaba (1.325 m) auf etwa 900 m Meereshöhe. Er verläuft in nördlicher Richtung. Er mündet nach 150 km (Luftlinie) in den Paranapanema. Er ist dessen erster größerer Nebenfluss im Gebiet des Staates Paraná. Die Mündung liegt zwischen den Munizipien Ribeirão Claro und Chavantes. Dabei ist er auf den letzten 50 km zum Chavantes-Stausee aufgestaut. Seine Länge beträgt etwa 237 km.

### Fläche
Er entwässert im Staat Paraná eine Fläche von 5.063 km². In seinem Einzugsgebiet liegen 11 Munizipien (vollständig oder zu einem Teil) mit über 114.000 Einwohnern (IBGE 2004).

### Zuflüsse
In seinem Verlauf wird der Itararé von Dutzenden Nebenflüssen gespeist. Die wichtigsten der linken Nebenflüsse sind:
- Der Jaguaricatu mündet im Munizip Sengés
- Der Jaguariaíva als der längste der Nebenflüsse mündet an der Munizipgrenze zwischen Sengés und São José da Boa Vista
- Der Ribeirão da Pescaría mündet bei São José da Boa Vista
- Der Rio Farturinha mündet zwischen Santana do Itararé und Salto do Itararé[1]

### Touristisches Potential
Im Tal des Itararé liegt eine Reihe von Schutzgebieten, die vor allem im Munizip Arapotí konzentriert sind:
- Parque Estadual do Cerrado
- Serra Velha / Santa do Pardão
- Vale do Codó
- Parque Linear do Rio Capivari
- Parque Ambiental Dr. Ruy Cunha - Bosque do Tropeiro[1]

### Munizipien im Einzugsgebiet
Die Liste der paranaischen Munizipien im Becken gibt den Bevölkerungsstand der IBGE-Schätzung zum 30. Juni 2004 wieder:
|    | Munizip               | Fläche innerhalb Itararé-Becken (km²) | Gesamtfläche (km²) | Anteil an Gesamtfläche (%) | Einwohner (IBGE 2004) |
| 1  | Piraí do Sul          | 189,5                                 | 1.406,7            | 13,5                       | 1.001                 |
| 2  | Jaguariaíva           | 1.193,8                               | 1.456,4            | 82,0                       | 32.805                |
| 3  | Sengés                | 1.434,1                               | 1.434,1            | 100,0                      | 19.206                |
| 4  | Arapoti               | 150,5                                 | 1.362,1            | 11,0                       | 10.394                |
| 5  | São José da Boa Vista | 398,9                                 | 398,9              | 100,0                      | 6.194                 |
| 6  | Wenceslau Braz        | 255,2                                 | 393,2              | 64,9                       | 3.147                 |
| 7  | Siqueira Campos       | 241,8                                 | 279,1              | 86,6                       | 16.299                |
| 8  | Santana do Itararé    | 251,0                                 | 251,0              | 100,0                      | 5.437                 |
| 9  | Salto do Itararé      | 200,1                                 | 200,1              | 100,0                      | 5.133                 |
| 10 | Carlópolis            | 415,7                                 | 445,9              | 93,2                       | 13.440                |
| 11 | Ribeirão Claro        | 332,0                                 | 633,5              | 52,4                       | 2.890                 |
|    | Gesamt                | 5.062,6                               | 8.261              | 61,3                       | 114.488               |